# Amir Valle

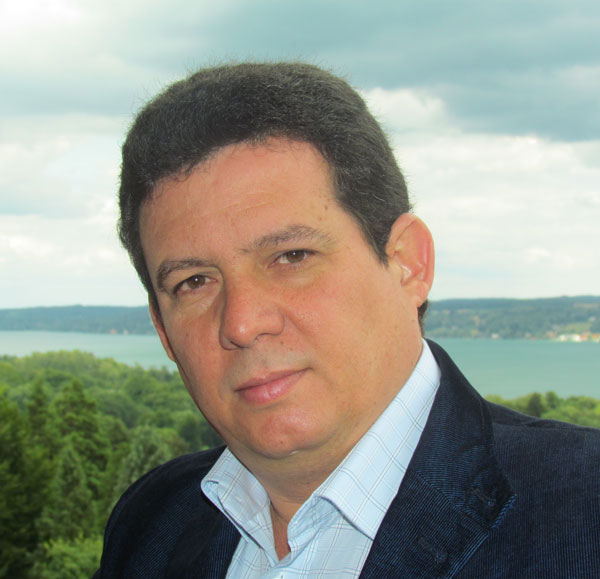
Amir Valle (2012)

Amir Valle Ojeda (* 6. Januar 1967 in Guantánamo) ist ein kubanischer Schriftsteller, Journalist und Literaturkritiker. Er lebt und arbeitet in Berlin.

## Leben
Amir Valle wuchs im Ort Antonio Maceo in der heutigen Provinz Holguín als Sohn eines Lehrers auf, der sich aktiv an der Revolution gegen Fulgencio Batista beteiligt hatte. Als Jugendlicher ging er nach Santiago de Cuba. Er studierte dort Journalismus sowie in Havanna Publizistik. Seitdem ist er als Autor, Literaturkritiker und Journalist tätig. Er wurde mit nationalen und internationalen Literaturpreisen ausgezeichnet, u. a. mit dem kubanischen Preis „La Llama Doble“ für erotische Romane, der ihm 2000 und erneut 2003 verliehen wurde.
Seine Kurzgeschichten und Literaturkritiken erschienen nicht nur in Kuba, sondern wurden ab 1997 auch in Europa und den Vereinigten Staaten publiziert. Der zunehmende internationale Erfolg wurde vom kubanischen Regime kritisch beäugt und als Folge wurde seine Arbeit behindert. Im Gegenzug weigerte sich Amir Valle, dem kulturellen und politischen Programm der Inseldiktatur zu gehorchen. Er arbeitete zunächst mit regierungsunabhängigen Kulturinitiativen zusammen und veröffentlichte im Internet 30 Ausgaben seines eigenen Kulturmagazins Letras en Cuba, bis ihm die Behörden seinen E-Mail-Zugang sperrten. Außerdem äußerte er sich gegenüber internationalen Journalisten wiederholt kritisch zur politischen Situation in Kuba.
Ein Bann seiner Bücher in seinem Heimatland konnte aber nicht verhindern, dass seine Werke in Europa und den Vereinigten Staaten Verbreitung fanden. Nach öffentlichen regierungskritischen Äußerungen auf einer Auslandsreise wurde er von behördlicher Seite gewarnt, man könne ihm die Rückkehr in die Heimat verbieten, ohne dass dies jedoch zum damaligen Zeitpunkt in die Tat umgesetzt wurde. An einer späteren Auslandsreise wurde Valle gehindert, indem ihm die dazu notwendige Ausreiseerlaubnis nicht ausgestellt wurde. Einen Höhepunkt erreichten die Repressalien, als eine Resolution des Kultusministeriums ein Zusammenarbeitsverbot mit ihm verhängte.
Eine skandalöse Zustände offen legende Studie Valles über Prostitution in Kuba („Habana Babilonia o Prostitutas en Cuba“) wurde im Ausland verlegt, fand jedoch in elektronischer Form auch auf Kuba große Verbreitung.
Im Herbst 2005 stellte Valle seine Literatur auf einem Festival in Spanien vor, wie er dies bereits seit 1999 wiederholt getan hatte. Anschließend verweigerte ihm die kubanische Regierung jedoch das Recht auf Rückkehr in sein Heimatland. Als die Familie ebenfalls keine Genehmigung für den Nachzug des damals fünfjährigen Sohnes nach Europa zu seinen Eltern erhielt, wandte sich Valle an die mit dem kubanischen Revolutionsführer Fidel Castro befreundeten Literaturnobelpreisträger Gabriel García Márquez und José Saramago. Eine Woche darauf stellten die kubanischen Behörden die Ausreisegenehmigung aus und Valles Sohn konnte im Juli 2006 Kuba verlassen. Im selben Sommer bezeichnete Castro den in Ungnade gefallenen Schriftsteller Valle in einer Fernsehsendung als „jineterólogo“ (abschätzige Wortschöpfung, die einen Experten für Prostituierte bezeichnen soll, in etwa „Nuttologe“). Ein Jahr darauf konnte auch sein 18-jähriger erster Sohn Kuba verlassen.
Im März 2006 kam Amir Valle als Gast des Heinrich-Böll-Hauses in Langenbroich nach Deutschland. Im August des gleichen Jahres bekam er vom P.E.N.-Zentrum Deutschland ein „Writers in Exile“-Stipendium. Seitdem lebt er mit seiner Familie in Deutschland.
2007 gründete er die Zeitschrift für hispanoamerikanische Kultur Otro Lunes, die er bis heute leitet und in der er die Kolumne Palabras de revés schreibt. Seit Juni 2010 betreibt er außerdem seinen Blog A título personal, in dem er sich überwiegend zu Themen der kubanischen Politik und Literatur äußert.

## Werke
Valle hat bis 2009 sechzehn Romane und zahlreiche Kurzgeschichten publiziert.

### Erzählungen
- Tiempo en cueros (1988)
- Yo soy el malo (1989)
- En el nombre de Dios (1990), Ediciones Unión, Premio Nacional de Testimonio “Ruben Martínez Villena” de la UNEAC, 1988
- La danza alucinada del suicida (1999)
- El ojo de la noche. Antología del cuento femenino (1999)
- Manuscritos del muerto (2000)
- La nostalgia es un tango de Gardel/La nostalgie est un tango de Gardel (2008)

### Romane
- Ciudad jamás perdida. (1998)
- Las puertas de la noche. (2001, 2002)
  - Die Türen der Nacht. Havanna Folge I. aus dem Span. von Bernhard Straub. Edition Köln, 2005, ISBN 3-936791-21-X.
- Muchacha azul bajo la lluvia. (2001, 2008)
- Si Cristo te desnuda. (2001, 2002)
  - Wenn Cristo dich entkleidet. Havanna Folge II. aus dem Span. von Bernhard Straub. Edition Köln, 2006, ISBN 3-936791-26-0.
- Entre el miedo y las sombras. (2004)
  - Zwischen Angst und Schatten. aus dem Span. von Bernhard Straub. Edition Köln, 2007, ISBN 978-3-936791-31-0.
- Los desnudos de Dios. (2004)
  - Die Haut und Die Nackten. aus dem Span. von Susanna Mende. Edition Köln, 2005, ISBN 3-936791-23-6.
- Últimas noticias del infierno. (2005)
- Santuario de sombras. (2006)
  - Freistatt der Schatten. Havanna Folge IV. aus dem Span. von Bernhard Straub. Edition Köln, 2008, ISBN 978-3-936791-81-5.
- Las palabras y los muertos. (2007) Premio Internacional de Novela Mario Vargas Llosa
  - Die Wörter und die Toten. Nachruf auf eine Revolution. aus dem Span. von Ursula Bachhausen. Edition Köln, 2007, ISBN 978-3-936791-36-5.
- Tatuajes. Terranova Edition, 2007, ISBN 978-0-9791428-1-9.
- Largas noches con Flavia. (2008)
- Lust. (mit Isabel Blare) aus dem Span. von Monika Heine. Edition Köln, 2009, ISBN 978-3-936791-91-4.
- Hugo Spadafora – Bajo la piel del hombre. Aguilar-Santillana, Panama 2013, ISBN 978-9962-8502-0-5

### Sachbücher
- Habana Babilonia – Jineteras. (2006)
  - Habana Babilonia. Prostitution in Kuba. Zeugnisse. Edition Köln, 2008, ISBN 978-3-936791-60-0.
- La Habana: Puerta de las Américas (2009), Almed, Granada, ISBN 978-84-936685-3-2.